# Burlison
Burlison es un pueblo ubicado en el condado de Tipton en el estado estadounidense de Tennessee. En el Censo de 2010 tenía una población de 425 habitantes y una densidad poblacional de 151,8 personas por km².

## Geografía
Burlison se encuentra ubicado en las coordenadas 35°33′26″N 89°47′4″O / 35.55722, -89.78444. Según la Oficina del Censo de los Estados Unidos, Burlison tiene una superficie total de 2.8 km², de la cual 2.8 km² corresponden a tierra firme y (0%) 0 km² es agua.

## Demografía
Según el censo de 2010, había 425 personas residiendo en Burlison. La densidad de población era de 151,8 hab./km². De los 425 habitantes, Burlison estaba compuesto por el 99.06% blancos, el 0% eran afroamericanos, el 0.24% eran amerindios, el 0% eran asiáticos, el 0% eran isleños del Pacífico, el 0.47% eran de otras razas y el 0.24% pertenecían a dos o más razas. Del total de la población el 0.71% eran hispanos o latinos de cualquier raza.